# Hippjokk
Hippjokk es el quinto álbum de la banda sueca Hedningarna, fue lanzado en 1997 por Silence Records. La formación del grupo cambia con la ausencia de las vocalistas femeninas y regresa a su trío original: Anders Stake, Bjorn Tollin y Hallbus Mattsson, junto con los músicos invitados Wimme Saari, el reconocido yoiker finlandés y el guitarrista noruego Knut Reiersrud, juntos llevan el folk al extremo usando instrumentos tradicionales como gaitas, flautas traversas, laúdes y tambores mezclados en versiones electrónicas y acústicas. Todas las canciones tienen raíces en la antigua tradición sueca pero la ejecución es mayormente moderna, creando un nuevo sonido escandinavo.

## Lista de canciones
| N.º | Título              | Duración |  |
| 1.  | «Höglorfen»         | 4:54     |  |
| 2.  | «Nàvdi/Fasa»        | 7:58     |  |
| 3.  | «Drafur och Gildur» | 5:24     |  |
| 4.  | «Dolkaren»          | 4:57     |  |
| 5.  | «Bierdna»           | 5:10     |  |
| 6.  | «Kina»              | 3:30     |  |
| 7.  | «Forshyttan»        | 4:22     |  |
| 8.  | «Dufwa»             | 3:55     |  |
| 9.  | «Vals i fel dur»    | 3:43     |  |
| 10. | «Skåne»             | 4:17     |  |
| 11. | «Graucholorfen»     | 6:15     |  |